# Telman Gdlan
Telman Chorenowicz Gdlan (ur. 20 grudnia 1940 w powiecie achałkałakskim w regionie Samcche-Dżawachetia, Gruzja), radziecki i rosyjski działacz społeczny i polityk.
Absolwent Saratowskiego Instytutu Prawniczego. Od 1983 do 1990 śledczy przy prokuratorze generalnym ZSRR (następnie starszy śledczy ds. o szczególnym znaczeniu). W kwietniu 1990 Rada Najwyższa ZSRR wyraziła zgodę, by Gdlan został zwolniony z organów prokuratury ZSRR. W sierpniu 1991 r. prokuratura umorzyła sprawę z zarzutu karnego wobec Gdlana i innego śledczego, Iwanowa, po tym, jak nie zgromadzono dowodów na popełnienie przez nich przestępstwa. Od 1993 Gdlan był przewodniczącym "Narodnoj Partii Rosii". Lider bloku partii politycznych "Nowaja Rossija". Mieszka w Moskwie.